# Robert Fleck
Robert William Fleck (ur. 11 sierpnia 1965 w Glasgow) – szkocki piłkarz grający na pozycji napastnika.

## Kariera klubowa
Karierę piłkarską Fleck rozpoczął w klubie Rangers F.C. W 1983 roku przeszedł do kadry pierwszej drużyny i 7 kwietnia 1984 zadebiutował w jego barwach w Scottish Premier League, w zremisowanym 0:0 domowym spotkaniu z Heart of Midlothian F.C. Międzyczasie w trakcie sezonu był wypożyczony do Partick Thistle F.C. W Rangersach przez trzy sezony pełnił rolę rezerwowego. Dopiero w sezonie 1986/1987 grał w pierwszym składzie. W nim też wywalczył swoje jedyne mistrzostwo Szkocji. W latach 1984, 1985, 1987 i 1988 zdobył Puchar Ligi Szkockiej.
Na początku 1988 roku Fleck opuścił Rangers i przeszedł za 580 tysięcy funtów do angielskiego Norwich City. W Norwich przez 4,5 roku występował w rozgrywkach Division One. W 1992 roku po utworzeniu Premier League przeszedł do londyńskiej Chelsea. Kosztował wówczas 2,1 miliona funtów i stał się najdroższym sprzedanym piłkarzem przez Norwich. W Chelsea nie wykazywał się skutecznością przez dwa lata strzelając 2 gole w lidze. W 1993 roku był wypożyczony do Boltonu Wanderers, a w 1995 do Bristolu City.
W 1995 roku Fleck wrócił do Norwich (suma transferu wyniosła 650 tysięcy funtów), w którym grał na szczeblu Division One. Pod koniec sezonu 1997/1998 odszedł do Reading F.C. W 1999 roku zakończył w jego barwach karierę piłkarską. W 2002 roku został wybrany do Galerii Sław Norwich City.
| Sezon   | Klub                 | Kraj    | Rozgrywki      | Mecze | Bramki |
| ------- | -------------------- | ------- | -------------- | ----- | ------ |
| 1983/84 | Rangers F.C.         | Szkocja | Premier League | 1     | 0      |
| 1983/84 | Partick Thistle F.C. | Szkocja | First Division | 2     | 0      |
| 1984/85 | Rangers F.C.         | Szkocja | Premier League | 8     | 0      |
| 1985/86 | Rangers F.C.         | Szkocja | Premier League | 15    | 3      |
| 1986/87 | Rangers F.C.         | Szkocja | Premier League | 40    | 19     |
| 1987/88 | Rangers F.C.         | Szkocja | Premier League | 21    | 7      |
| 1987/88 | Norwich City         | Anglia  | Division One   | 18    | 7      |
| 1988/89 | Norwich City         | Anglia  | Division One   | 33    | 10     |
| 1989/90 | Norwich City         | Anglia  | Division One   | 27    | 7      |
| 1990/91 | Norwich City         | Anglia  | Division One   | 29    | 5      |
| 1991/92 | Norwich City         | Anglia  | Division One   | 36    | 11     |
| 1992/93 | Chelsea F.C.         | Anglia  | Premier League | 31    | 2      |
| 1993/94 | Chelsea F.C.         | Anglia  | Premier League | 9     | 1      |
| 1993/94 | Bolton Wanderers     | Anglia  | Division One   | 7     | 1      |
| 1994/95 | Bristol City         | Anglia  | Division One   | 10    | 1      |
| 1995/96 | Norwich City         | Anglia  | Division One   | 41    | 10     |
| 1996/97 | Norwich City         | Anglia  | Division One   | 36    | 4      |
| 1997/98 | Norwich City         | Anglia  | Division One   | 27    | 2      |
| 1997/98 | Reading F.C.         | Anglia  | Division One   | 5     | 1      |
| 1998/99 | Reading F.C.         | Anglia  | Division One   | 4     | 1      |

## Kariera reprezentacyjna
W reprezentacji Szkocji Fleck zadebiutował 28 marca 1990 roku w wygranym 1:0 towarzyskim spotkaniu z Argentyną. W 1990 roku został powołany do kadry na Mistrzostwa Świata we Włoszech. Tam wystąpił we dwóch spotkaniach: ze Szwecją (2:1) i z Brazylią (0:1). Od 1990 roku do 1991 roku rozegrał w kadrze narodowej 4 mecze.